# Vice (2015)
Vice is een Amerikaanse sciencefictionfilm uit 2015 onder regie van Brian A. Miller. Het script werd geschreven door Andre Fabrizio en Jeremy Passmore. Op 16 januari 2015 werd de film als VOD beschikbaar en tegelijkertijd in een beperkt aantal bioscopen in de Verenigde Staten vertoond.

## Plot
Julian Michaels (Bruce Willis) heeft een virtuele werkelijkheid gecreëerd, Vice, waarin mensen hun wildste fantasieën kunnen beleven en hun lusten kunnen botvieren op androïdes. Een androïde, Kelly (Ambyr Childers), wordt zich bewust van wat er gaande is en weet te ontsnappen uit het Vice-gebouw, waarna een klopjacht volgt door huursoldaten en een politieagent, Roy (Thomas Jane), die een einde wil maken aan de activiteiten van Vice.

## Rolverdeling
- Ambyr Childers - Kelly
- Thomas Jane - Roy
- Bryan Greenberg - Evan
- Bruce Willis - Julian
- Johnathon Schaech - Chris
- Charlotte Kirk - Melissa
- Brett Granstaff - James

## Ontvangst
Vice werd door recensenten slecht ontvangen en kreeg op Metacritic een score van 18/100. De film werd in diverse recensies vergeleken met de klassieke sciencefictionfilm Westworld uit 1973. Clayton Dillard van Slant Magazine noemde Vice een onsamenhangend geheel. Ignatiy Vishnevetsky van A.V. Club schreef dat hij de film weliswaar slecht doch niet saai vond. Kyle Smith van de New York Post noemde de film intrigerend, maar hekelde de "routineuze" uitwerking van de plot.